# Emilka płacze
Emilka płacze (ang. Emily Cries) – 32-minutowy, czarno-biały film Rafała Kapelińskiego z 2006 roku.
Obraz jest historią pierwszej miłości rozgrywającej się na tle stanu wojennego w Katowicach. Głównym bohaterem jest osiemnastoletni chłopak zagubiony w otaczającym świecie, który zakochuje się w tytułowej Emilce, ale jego uczucie nie zostaje odwzajemnione. Zdesperowany, zaprasza ją na kurs tańca.

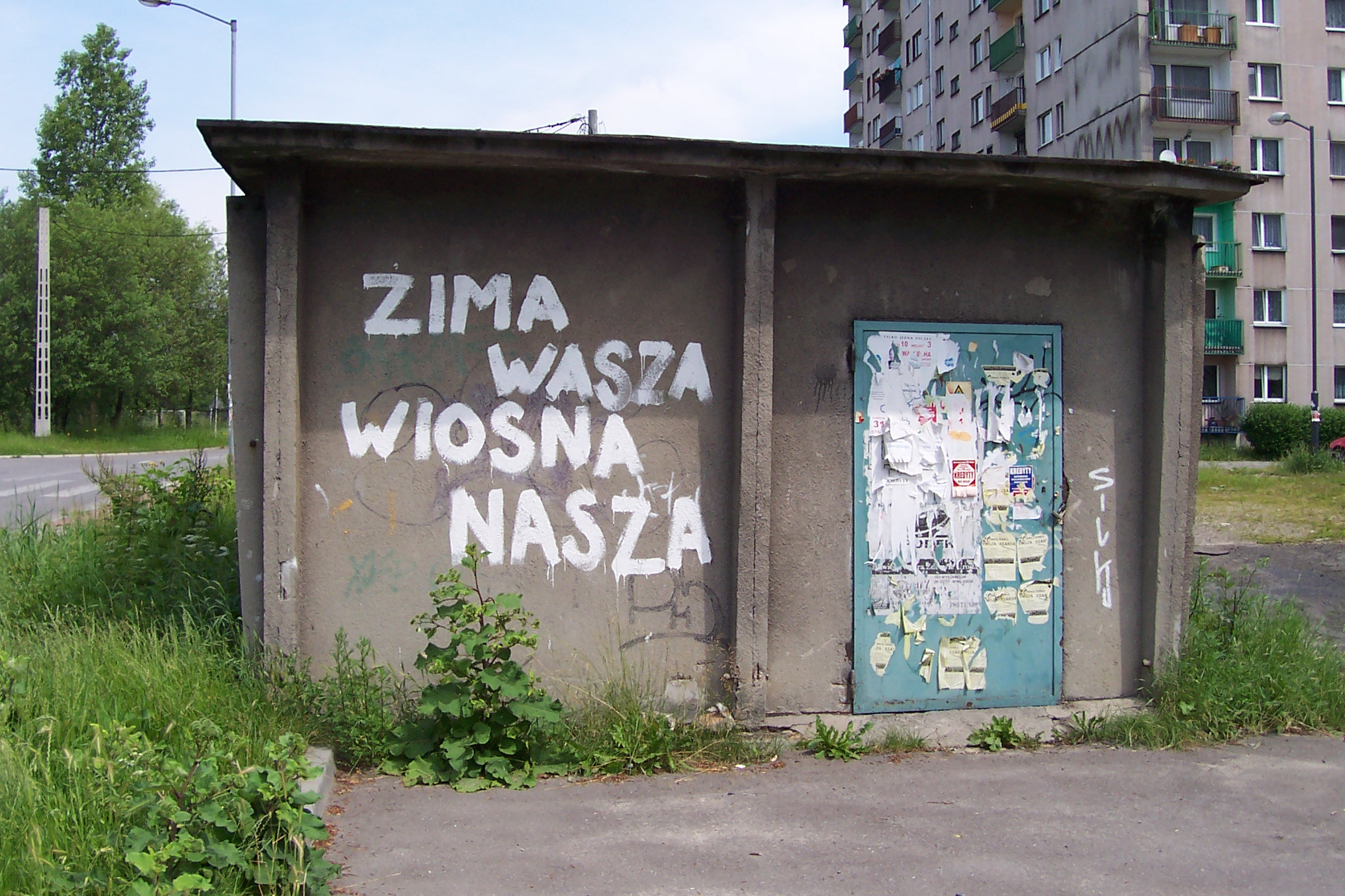
Zdjęcie z planu filmowego

W 2006 roku film zdobył główną nagrodę Konkursu Kina Niezależnego podczas 31. Festiwalu Polskich Filmów Fabularnych „za szczery, nostalgiczny, wzruszający i bezpretensjonalny obraz okresu dorastania bohatera oraz za wiarygodne przedstawienie realiów i klimatu tragicznych lat stanu wojennego”. Otrzymał również specjalną nagrodę organizatorów festiwalu filmów polskich w Seattle za „doskonałość w kinie niezależnym”.
Zdjęcia do filmu kręcone były w grudniu 2005 roku w Katowicach.

## Obsada
- Marta Chodorowska – Emilka
- Andrzej Szewczak – Stefek
- Czesław Mądry – nauczyciel tańca
- Rafał Mohr – asystent nauczyciela tańca
- Maciej Wojdyła – „Kafar”
- Adam Brylski – „Ropuch”
- Witold Ozimek – tata Emilki
- Elżbieta Okupska – puff mama
- Alina Chechelska – pani Basia
- Bogumiła Murzyńska – mama Stefka
- Wiesław Sławik – tata Stefka
- Piotr Ledwig – ksiądz
- Marcin Maj – zomowiec
- Łukasz Proch – zomowiec